# The quick brown fox jumps over the lazy dog
The quick brown fox jumps over the lazy dog — англійська фраза-панграма, що містить всі літери англійської абетки. Спочатку використовувалася для перевірки працездатності друкарських машинок і телетайпів, зараз же частіше застосовується для візуалізації шрифтів та перевірок комп'ютерних клавіатур. Незважаючи на те, що відомо кілька схожих панграм, ця набула найбільшого поширення через свою стислість і осмисленість: дослівно на українську мову ця фраза перекладається як «Спритна бура лисиця стрибає через ледачого собаку».
Панграма стала популярною після публікації в книзі Альбера Наварра «Manuel d'organisation du bureau» у 1924 році. Першу широку комерційну публікацію панграми пов'язують з франкомовним коміксом «Journal de Mickey».
Автором фрази іноді називають письменника та есеїста Жоржа Перека, але це не вважається правильним. За відсутності певності, перехресна перевірка доказів дозволила канадському експерту з панграми Жану Фонтену припустити, що вона була створена між 1910 і 1924 роками, а її автором міг бути чемпіон з друкарства Шарль Тріулер. Письменник Клод Ганьєр (фр.) назвав панграму «чудовим реченням» і «зразком жанру».
Альтернативним варіантом, що використовується для тестування комунікаційних схем (таких як радіотелефон), є «Voyez le brick géant que j'examine près du wharf» («Подивіться на гігантський бриг, який я оглядаю поруч з причалом»).